# Piero di Cosimo

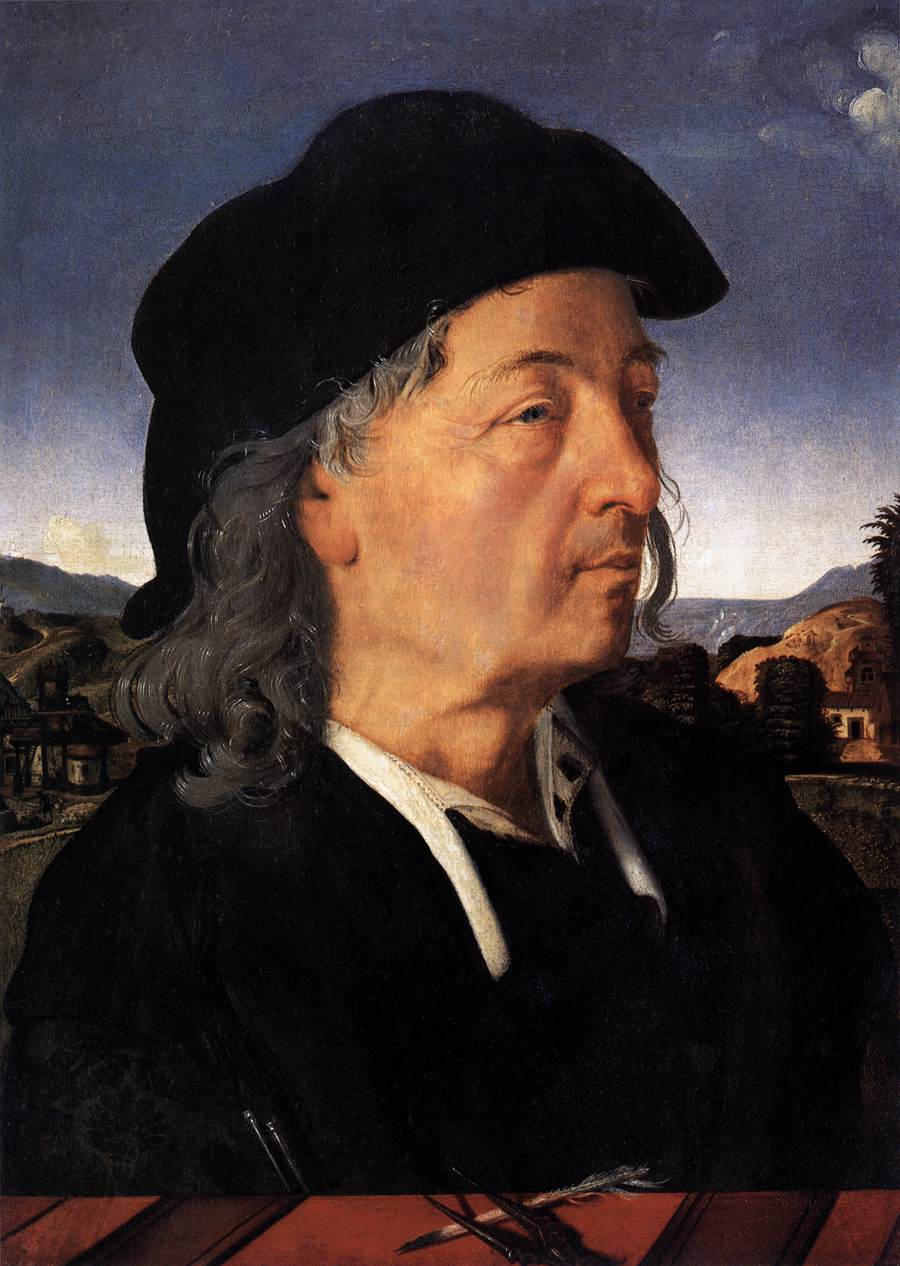
Piero di Cosimo: Giuliano da Sangallo

Piero di Cosimo, eredeti nevén Piero di Lorenzo (Firenze, 1462 – Firenze, 1521) itáliai reneszánsz festő.
Firenzében tanult Cosimo Rosselli műhelyében és 1481-82-ben együtt dolgozott vele a Sixtus-kápolna freskóin. Több oltárképet, mitológiai jelenetet és portrét tulajdonítanak neki, noha nem maradt fenn olyan alkotás, amelyen a kézjegye szerepelne.
Mitológiai és más, világi témájú általában városi palotákat díszítő képeit egyéni témaválasztás
és invenció jellemzi. Jelentősek Madonna-kompozíciói, portréi, oltárképei. Életművének külön csoportját alkotják profán témájú, gazdag fantáziával komponált műve..

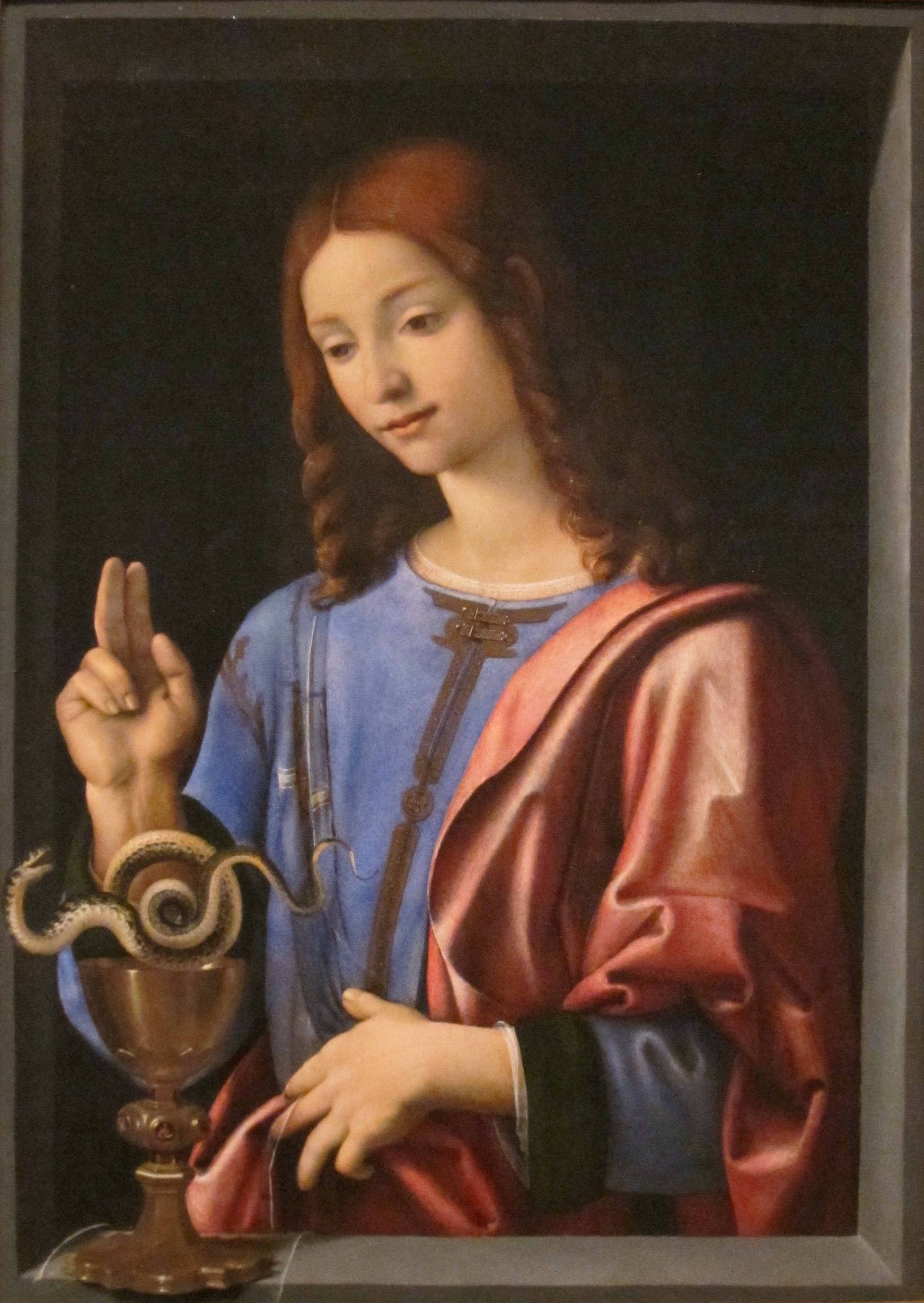
Johannes,  1504-6, Honolulu Museum of Art, USA
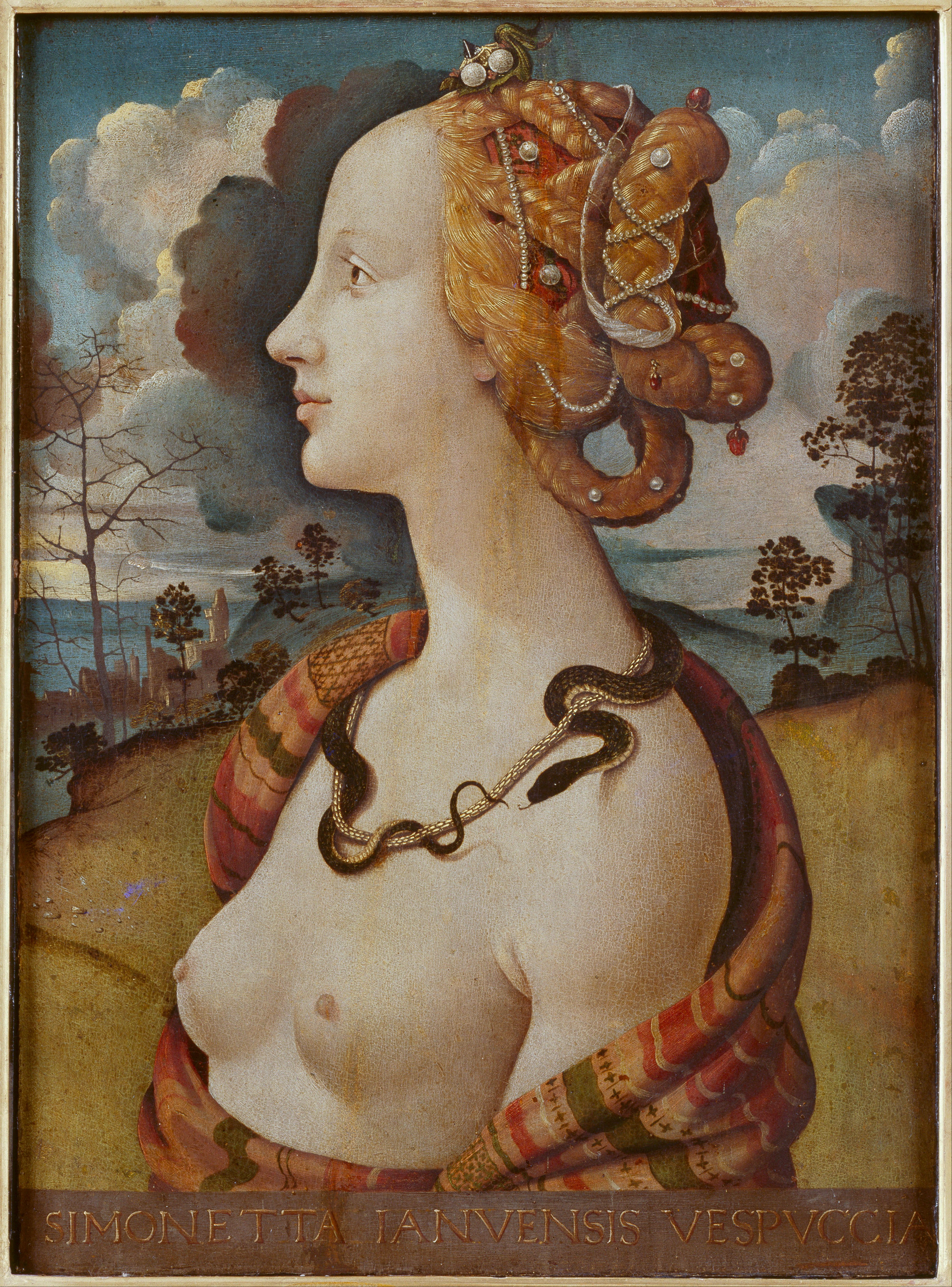
Simonetta Vespucci 1480-1490.  Musée Condé, Chantilly.
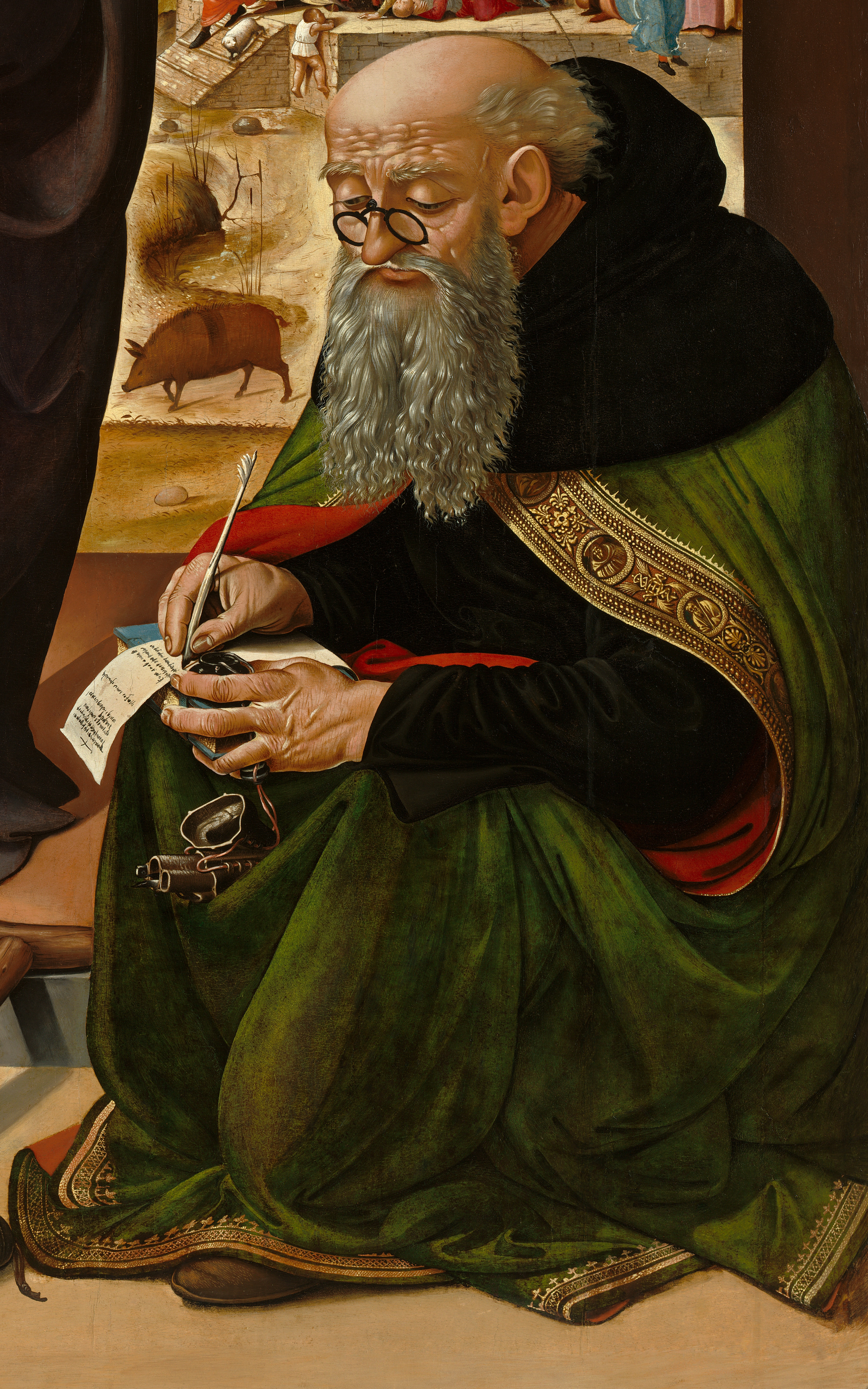
Antonius, c. 1480, National Gallery of Art, Washington, D.C., USA
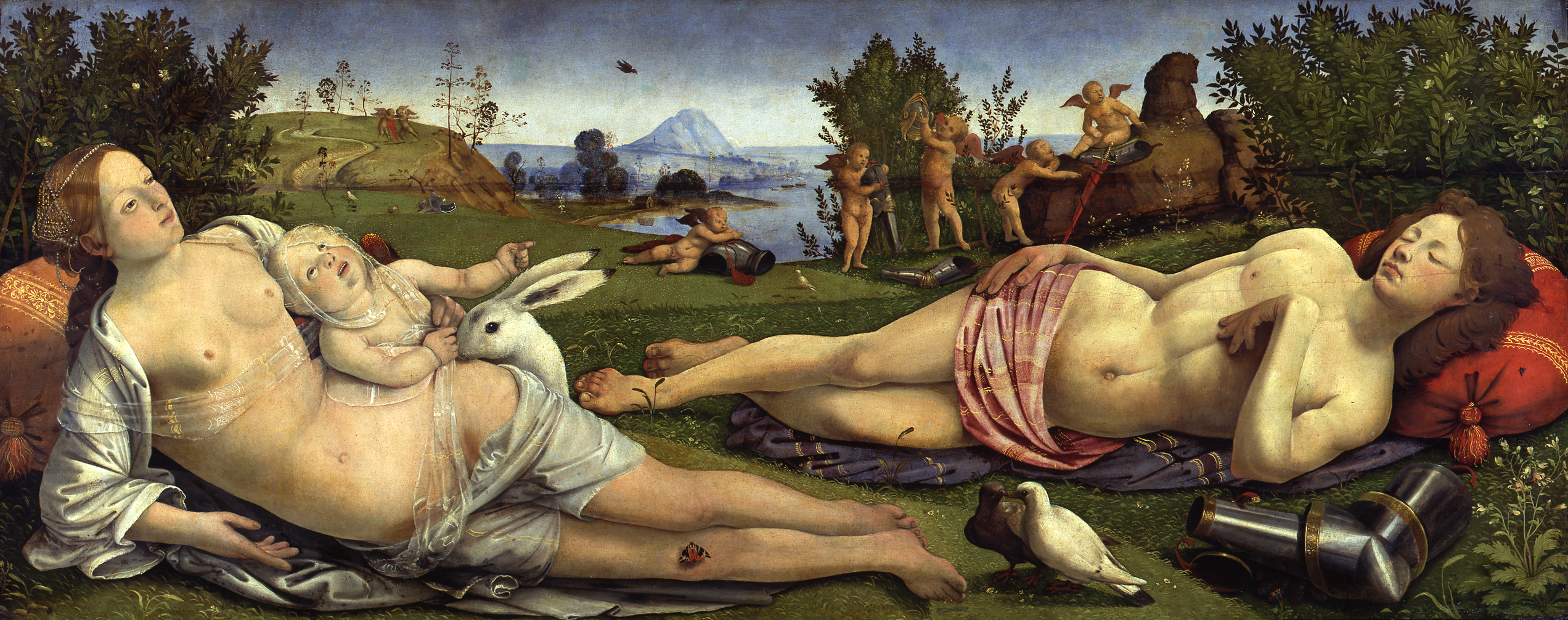
Vénusz, Mars és Cupido» , Gemäldegalerie (Berlin)